# Louis Riel

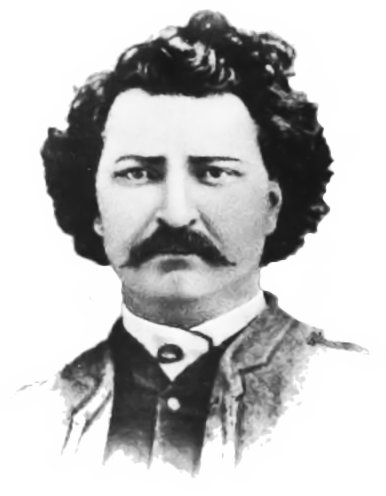
Louis Riel

Louis „David“ Riel [luːi ʀiːˈɛl] (* 22. Oktober 1844 in der Red-River-Kolonie; † 16. November 1885 in Regina, Saskatchewan) war ein kanadischer Rebell und Politiker. Er war Mitbegründer der Provinz Manitoba und eine Führungspersönlichkeit der Métis. Riel führte in der kanadischen Prärie zwei Aufstände gegen die Bundesregierung unter Premierminister John Macdonald an. Er strebte danach, Rechte und Kultur seines Volkes, der Métis, zu bewahren, deren Heimat, die zuvor von der Hudson’s Bay Company verwaltet worden war, 1869 vom kanadischen Bundesstaat gekauft wurde und zunehmend unter anglo-kanadischen Siedlungsdruck geriet.
Während der Red-River-Rebellion von 1869/70 führte Riel in der Red-River-Kolonie eine provisorische Regierung. Diese handelte die Bedingungen des Manitoba Act aus, unter denen die heutige Provinz Manitoba innerhalb der Kanadischen Konföderation auf dem Gebiet der damaligen Nordwest-Territorien gegründet wurde. Als Folge der während des Aufstands von ihm angeordneten Hinrichtung des militanten Oraniers Thomas Scott musste Riel in die Vereinigten Staaten ins Exil gehen. Dreimal wurde er in Abwesenheit zum Abgeordneten des kanadischen Unterhauses gewählt, konnte sein Mandat aber nie wahrnehmen, da ein Kopfgeld auf ihn ausgesetzt war. Während seiner Verbannung hatte er religiöse Visionen. Er war davon überzeugt, ein von Gott auserwählter Prophet der Métis und Begründer eines neuen Christentums zu sein.
Riel begab sich 1884 in die heutige Provinz Saskatchewan, um der kanadischen Regierung die Missstände aufzuzeigen, unter denen die Métis litten. Der schwelende Konflikt eskalierte 1885 in der Nordwest-Rebellion. Nach der Schlacht von Batoche wurde Riel verhaftet, wegen Hochverrats vor Gericht gestellt und schließlich hingerichtet. An seiner Person spaltete sich die kanadische Bevölkerung in zwei Lager. In den frankophonen Regionen des Landes, insbesondere in Québec, galt Riel als Volksheld und seine Hinrichtung wurde überwiegend als politischer Mord empfunden. Die englischsprachige Bevölkerungsmehrheit betrachtete ihn hingegen als Aufrührer und Verbrecher. Diese Einschätzungen haben einer differenzierteren Haltung Platz gemacht, in der das religiöse Weltbild und die Familienstruktur Riels sowie die grenzübergreifende Kultur der Métis stärker Berücksichtigung finden. Heute gilt er als eine der wichtigsten historischen Figuren Kanadas und als „Vater Manitobas“.

## Jugendjahre

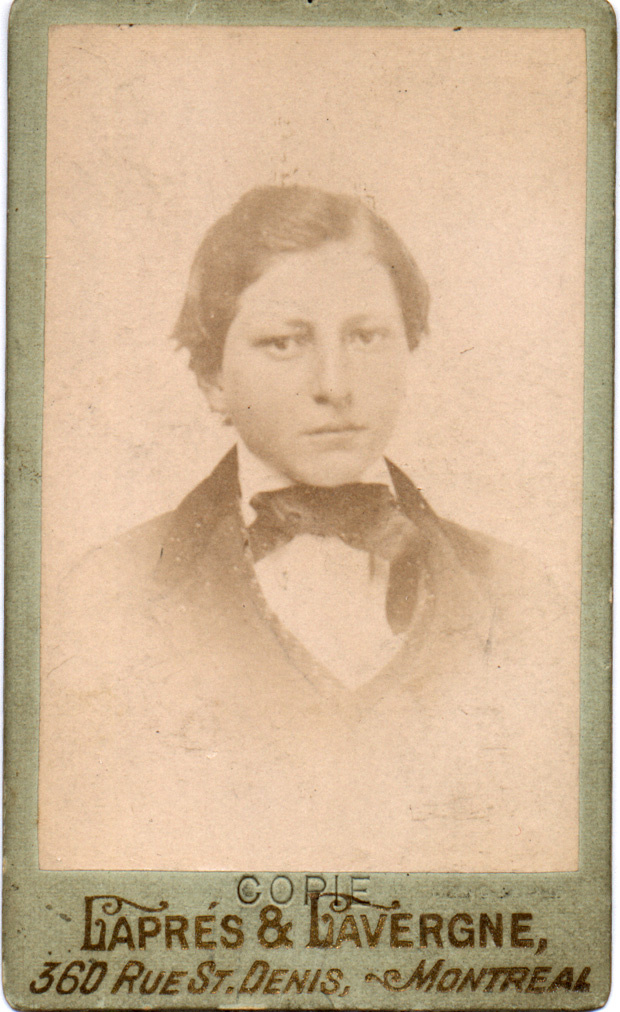
Riel im Alter von 14 Jahren

Die Red-River-Kolonie lag in Ruperts Land, einem riesigen Gebiet unter nomineller Verwaltung der Hudson’s Bay Company (HBC). Sie wurde hauptsächlich von Völkern der First Nations (Indianer) und von Métis bewohnt. Letztere sind eine durch Vermischung von Frankokanadiern, Engländern, Schotten, Cree, Anishinabe und Saulteaux entstandene Ethnie. Louis Riel wurde 1844 in der Nähe der heutigen Provinzhauptstadt Winnipeg geboren, als Sohn von Louis Riel senior (1817–1864) und Julie Lagimonière. Seine Großmutter mütterlicherseits, Marie-Anne Gaboury, war vier Jahrzehnte zuvor nachweislich die erste Frau europäischer Herkunft gewesen, die sich in Westkanada niedergelassen hatte. Seine Großmutter väterlicherseits, Marguerite Boucher, war eine Métis mit französischen und Chipewyan-Eltern, die Jean-Baptiste Riel geheiratet hatte. Louis Riel junior beherrschte Cree; ob er die Sprache seiner Großmutter lernte, ist nicht klar.
Louis Riel war das älteste von elf Kindern einer hoch angesehenen frankokanadischen Métis-Familie. Sein einflussreicher Vater gelangte unter seinesgleichen zu Prominenz, als er 1849 eine Gruppe zur Unterstützung von Pierre-Guillaume Sayer organisierte. Der Métis Sayer hatte das Pelzhandelsmonopol der HBC missachtet, woraufhin er inhaftiert und angeklagt worden war. Sayer erklärte, nach indianischer Sitte nur Geschenke ausgetauscht zu haben. Das HBC-Gericht sprach ihn zwar schuldig, doch begnadigte es ihn aufgrund der Agitation von Riel und der Befürworter des freien Pelzhandels. Sayers Freilassung hatte das Ende des Monopols zur Folge. Nach diesem Ereignis war die Familie Riel in der Red-River-Kolonie allgemein bekannt. Riel setzte sich zudem erfolgreich für die angemessene Vertretung der Métis im Rat von Assiniboia ein, und er vertrat den Gebrauch des Französischen neben dem Englischen an den Gerichten von Assiniboia. Wirtschaftlich scheiterte er allerdings beim Aufbau von Mühlen zum Walken und Kämmen sowie zum Mahlen von Getreide, die er seit 1847 bzw. 1854 betrieb. 1852 wurde das Haus der Familie durch eine Frühjahrsüberschwemmung zerstört.
Riels Eltern waren wie die meisten Métis streng gläubige Katholiken. Sein Vater war 1822 getauft und 1842 sogar kurzzeitig Novize bei den Oblaten in Mont-Saint-Hilaire in Québec geworden. Seine Mutter hatte ebenfalls vor ihrer Ehe Pläne, ihrer religiösen Berufung zu folgen, doch ihre Eltern drängten sie zur Ehe mit Louis senior. Aus diesem Grund unterrichteten römisch-katholische Priester in Saint-Boniface den ältesten Sohn, seine Eltern beeinflussten seine mystische Vorstellungskraft erheblich. Louis junior wird in den Überlieferungen der Familie als sehr großzügiges Kind mit einer starken Zuneigung zu seinen Eltern beschrieben. Seine älteste Schwester Sara wurde eine der „Grauen Nonnen“, wie man die Sœurs de la Charité de Montréal (Schwestern der Barmherzigkeit von Montreal) nannte. Sie war die erste Métis, die der Orden aufnahm und wurde, nachdem sie bereits die letzte Ölung erhalten hatte, 1872 ins Leben zurückgeholt, was man als Wunder deutete. In Erinnerung an ihre Großmutter änderte sie ihren Namen in Schwester Marguerite Marie.
Als Louis Riel 13 Jahre alt war, wurde Alexandre-Antonin Taché, der Suffraganbischof von Saint-Boniface, auf ihn aufmerksam. Taché war bestrebt, talentierte junge Métis zu Priestern auszubilden, da kein Mitglied des ortsansässigen Klerus aus der Region selbst stammte. 1858 ermöglichte er Riel den Besuch des Petit Séminaire am Collège de Montréal, einer vom Sulpizianerorden geführten weiterführenden Schule in der Stadt Montreal. Der Lehrplan war auf Fächer wie alte Sprachen, Philosophie, Literatur und Theologie ausgerichtet, enthielt aber nur wenig Naturwissenschaften; im Wesentlichen entsprach er französischen Lehrplänen des späten 17. Jahrhunderts. Riel wird als guter Schüler beschrieben, jedoch fiel er wiederholt als unvorhersehbar launisch auf.
Nachdem er vom frühen Tod seines Vaters erfahren hatte, der am 21. Januar 1864 verstorben war und den er seit dem 1. Juni 1858 nicht mehr gesehen hatte, verlor Riel zunehmend das Interesse an der Priesterausbildung und widmete sich vermehrt dem Schreiben von Gedichten und Fabeln. Am 8. März 1865, wenige Monate bevor er abgeschlossen hätte, trat er aus der Schule aus. Zwar führte Riel sein Studium im Kloster der Sœurs de la Charité de Montréal fort, doch wurde er bald wegen disziplinarischer Vergehen zum Verlassen aufgefordert. So war er beispielsweise zwei Wochen lang unentschuldigt dem Unterricht ferngeblieben, da er auf Arbeitssuche war. Er blieb in Montreal und wohnte ein Jahr lang bei seiner Tante Lucie Riel. Der Vater hatte Schulden hinterlassen; um die Familie zu unterstützen, arbeitete Riel in Montreal als Assistent des Rechtsanwalts Rodolphe Laflamme. Er hatte eine Liebesbeziehung mit Marie-Julie Guernon und verlobte sich am 12. Juni 1866 mit ihr. Guernons Eltern waren aber gegen eine Heirat mit einem Métis und die Beziehung wurde eine Woche später aufgelöst.
Die juristische Arbeit langweilte Riel. Am Tag der Auflösung der Verlobung kündigte er seine Stelle bei Laflamme und verließ Montreal für immer. Wie einige seiner Freunde später berichteten, soll er in Chicago verschiedene Gelegenheitsarbeiten verrichtet haben. Dort soll er mit dem Schriftsteller Louis-Honoré Fréchette zusammen gelebt und Gedichte geschrieben haben, die von Lamartine beeinflusst waren. Nach einem kurzen Aufenthalt in Saint Paul (Minnesota) kehrte er am 26. Juli 1868 in die Red-River-Kolonie zurück.

## Red-River-Rebellion
Métis und First Nations bildeten ursprünglich die Bevölkerungsmehrheit in der Red-River-Kolonie. Als Riel dorthin zurückkehrte, musste er feststellen, dass der Zustrom anglophoner protestantischer Siedler aus Ontario die religiösen, nationalistischen und ethnischen Spannungen verstärkte. Die politische Situation war ebenfalls unsicher, da bei den laufenden Verhandlungen über die Übergabe von Ruperts Land von der HBC an den kanadischen Bundesstaat die staatsrechtlichen Bedingungen des Transfers nicht angesprochen worden waren. Dies hatte wiederum seine Ursache darin, dass Premierminister John Macdonald Annexionspläne der Vereinigten Staaten fürchtete. Deren Sprecher waren hier die Minnesota annexationists, und auch die Vorlage der (nie zur Abstimmung gelangten) Annexation Bill vom 2. Juli 1866, welche die Besetzung Britisch-Nordamerikas verlangte, hatte diese Befürchtungen bestärkt. Noch mehr Aufsehen erregten die Angriffe katholischer Iren (Fenian Brotherhood) auf britische Grenzposten in den Jahren 1866 bis 1871, deren Ziel allerdings die Eigenständigkeit Irlands war.
Der katholische Bischof Taché, der anglikanische Bischof von Ruperts Land Robert Machray und HBC-Repräsentant William Mactavish warnten in dieser erhitzten politischen Atmosphäre die Bundesregierung davor, vollendete Tatsachen zu schaffen. Trotzdem ordnete William McDougall, der Minister für staatliche Bauvorhaben, die Vermessung des Gebiets an. Die Ankunft einer von Oberst John Stoughton Dennis angeführten Gruppe von Vermessern am 20. August 1869 löste unter den Métis Unruhe aus. Sie hatten keinen gesicherten Rechtsanspruch auf das von ihnen bewirtschaftete Land. Die Parzellen in der Red-River-Kolonie waren gemäß dem Grundherrschaftssystem französischer Prägung streifenförmig parzelliert (vgl. Wirtschaftsgeschichte Kanadas). Die kanadische Regierung plante nun eine in den britischen Kolonien übliche quadratische Parzellierung, die keine Rücksicht auf die bisherigen Nutzungsverhältnisse nahm. Antikatholische Organisationen wie der Oranier-Orden und Canada First beeinflussten die Entscheidung. Sie sahen darin eine Möglichkeit, den Siedlungsraum der Protestanten auszudehnen.

### Anführer der Métis
Als in der Presse Ontarios die Befürworter der Vermessung und des Baus einer Straße nach Fort Garry die Métis kritisierten, antwortete Louis Riel mit einem Artikel in der Montrealer Zeitung Le Nouveau Monde vom Februar 1869, in dem er Charles Mairs Ansichten kritisierte. Im März überlegte sich Riel, nach Minnesota zurückzukehren, doch im Juli fanden Versammlungen der Métis statt, in denen er als einer ihrer Führer auftrat.
In einer Rede vor der Kathedrale Saint-Boniface Ende August 1869 prangerte Riel die Landvermessungen an. Am 11. Oktober unterbrach eine Gruppe von Métis die Arbeit der Vermesser. Diese Gruppe organisierte sich fünf Tage später als „Nationalkomitee der Métis“, mit Riel als Sekretär und John Bruce als Präsidenten. Zugleich unterstützte sie Bischof Taché sowie den lokalen Pfarrer Joseph-Noël Ritchot. Der von der HBC kontrollierte Rat von Assiniboia bat Riel zu sich und forderte ihn zu einer Stellungnahme zu den Vorfällen auf. Riel erklärte, jeglicher Versuch Kanadas zur Machtausübung würde auf Widerstand stoßen, es sei denn, die Regierung verhandle von sich aus mit den Métis. Dennoch wurde William McDougall, der kein Französisch sprach, zum designierten Vizegouverneur ernannt und versuchte am 2. November, das Gebiet der Red-River-Kolonie zu betreten. McDougalls Gruppe wurde nahe der amerikanischen Grenze zurückgewiesen und am selben Tag besetzten die von Riel angeführten Métis Fort Garry.
Am 6. November lud Riel die englischsprachigen Bewohner ein, zwölf Abgesandte zu einer Versammlung von Vertretern der Métis zu bestimmen, um das weitere Vorgehen zu besprechen. Am 1. Dezember schlug er dieser Versammlung eine Liste von Rechten vor, die als Bedingung für einen Anschluss an Kanada gefordert werden müssten. Zugleich betonte er, die Métis seien treue Untertanen des Königshauses. Der Sprecher der Anglophonen James Ross kritisierte, dass Vizegouverneur McDougall nicht eingeladen worden war. Der größte Teil der Bevölkerung war mit den Forderungen der Métis einverstanden, doch eine militante Minderheit begann sich in einer Oppositionsbewegung zu organisieren: Die Ziele dieser Canadian Party waren die Annexion der Red-River-Kolonie durch die kanadische Regierung, die Vertreibung der ansässigen Bevölkerung und die Ansiedlung von protestantischen, anglophonen Siedlern aus Ontario.

### Provisorische Regierung

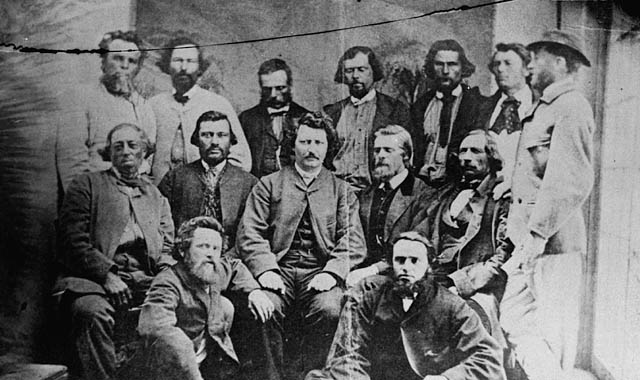
Die provisorische Regierung der Red-River-Kolonie

Am 16. November forderte Gouverneur Mactavish die Métis auf, ihre Waffen niederzulegen. Riel reagierte, indem er am 23. November vorschlug, den Rat von Assiniboia durch eine eigene Regierung zu ersetzen und sogleich mit Kanada in Unionsverhandlungen einzutreten. Doch die englischsprachigen Gruppen stellten sich nicht hinter seine Bewegung und bestätigten auch nicht die von ihm am 1. Dezember vorgelegte List of Rights (Liste der Rechte). Diese Liste enthielt 14 wohl von Riel verfasste Forderungen, wie die nach einer Repräsentation im kanadischen Parlament, Garantie der Zweisprachigkeit, einen zweisprachigen obersten Richter sowie Vorbereitungen für die Besiedlung und die Verträge mit den Indianern (Numbered Treaties). Sie wurde gedruckt und im ganzen Land verteilt, um Anhänger zu gewinnen.
McDougall forderte Dennis auf, die Métis zu verhaften, die Fort Garry besetzt hatten. Doch die Anglophonen wollten seiner Aufforderung nicht Folge leisten. So musste er in Lower Fort Garry bleiben. John Christian Schultz, einer der Hauptakteure der Canadian Party, brachte rund fünfzig Männer auf seine Seite und forderte Dennis auf, gemeinsam Riel zu verhaften. Neben Schultz waren Charles Mair, Oberst John Stoughton Dennis und Major Charles Arkoll Boulton die Hauptakteure der Canadian Party. Schultz, der sich mit den Landvermessern angefreundet hatte und sich skrupellos weiträumige Landrechte hatte übertragen lassen, konnte rund fünfzig Personen um sich scharen. Er verschanzte sich mit ihnen in seinem Haus und gab vor, Lebensmittelvorräte der Regierung zu beschützen. Riel ordnete am 7. Dezember die Umzingelung von Schultz’ Haus an; die zahlenmäßig unterlegenen „Kanadier“ ergaben sich rasch und wurden in Fort Garry gefangen gehalten.
Als die kanadische Regierung vom Aufruhr erfuhr, bot sie am 6. Dezember eine Amnestie an und entsandte drei Unterhändler an den Red River, unter ihnen den HBC-Vertreter Donald Smith. Während sie noch unterwegs waren, rief das Nationalkomitee der Métis am 8. Dezember eine provisorische Regierung aus. Zunächst war John Bruce deren Präsident, bis Riel am 27. Dezember selbst dieses Amt übernahm. Treffen zwischen Riel und der Delegation aus Ottawa fanden am 5. und 6. Januar 1870 statt. Doch als diese ergebnislos blieben, beschloss Smith, seine Sicht der Dinge einer breiten Öffentlichkeit bekanntzugeben. Er konnte bei Versammlungen am 19. und 20. Januar in Fort Garry eine große Menschenmenge von den guten Absichten der Regierung überzeugen. Auch konnte er Riel dazu bewegen, die Bildung einer neuen 40-köpfigen Versammlung vorzuschlagen, die je zur Hälfte aus englisch- und französischsprachigen Siedlern zusammengesetzt sein und sich detailliert mit Smiths Anordnungen auseinandersetzen sollte. Am 7. Februar präsentierte die Versammlung der Regierungsdelegation eine neue Liste von Rechten, so wie es Riel zugesagt hatte. Smith und Riel vereinbarten die Entsendung von Repräsentanten nach Ottawa, um auf dieser Basis direkte Verhandlungen aufzunehmen. Die Forderung nach sofortiger Gründung einer Provinz wurde allerdings abgelehnt, da man sie für zu früh hielt. Die provisorische Regierung veröffentlichte eine eigene Zeitung namens „New Nation“ und setzte eine gesetzgebende Versammlung ein.

### Hinrichtung von Thomas Scott

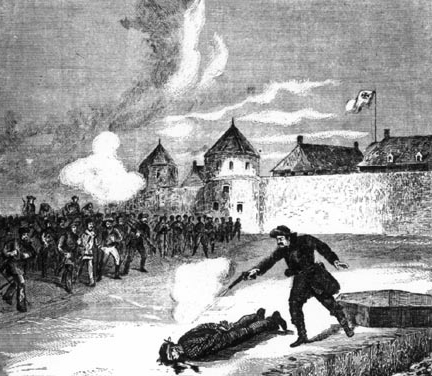
Hinrichtung von Thomas Scott

Trotz des offensichtlichen Fortschritts auf politischer Ebene versuchte die Canadian Party weiterhin, die provisorische Regierung zu Fall zu bringen. Schultz und einige seiner Gefolgsleute, darunter Boulton und der fanatische Oranier Thomas Scott, konnten im Januar 1870 aus der Gefangenschaft fliehen. Während Schultz sich in Richtung Ontario absetzte, wurden die anderen am 17. Februar erneut gefangen genommen, nachdem sie vergeblich versucht hatten, Fort Garry zu überfallen. Ein von der provisorischen Regierung eingesetztes und von ihrem Militärkommandanten Ambroise-Dydime Lépine geleitetes Tribunal verurteilte Boulton wegen Aufruhrs zum Tode. Er wurde später begnadigt, doch Scott interpretierte dies als Zeichen der Schwäche der Métis, die er zutiefst verachtete. Er pöbelte hemmungslos gegen seine Wachen und drohte, Riel nach seiner Befreiung umzubringen. Nach mehreren Verwarnungen verurteilte ihn eine vierköpfige Jury wegen fortwährender Gehorsamsverweigerung erneut zum Tode. Riel wurde mehrmals dringend darum gebeten, das Urteil aufzuheben. Laut Donald Smith soll er aber gesagt haben:

“I have done three good things since I have commenced: I have spared Boulton's life at your instance, I pardoned Gaddy, and now I shall shoot Scott.”

„Ich habe drei gute Dinge getan, seitdem ich angefangen habe: Ich habe auf euer Drängen hin Boultons Leben verschont, ich habe Gaddy begnadigt, und jetzt werde ich Scott erschießen lassen.“

Scotts Erschießung wurde am 4. März in Fort Garry vollzogen. Riels Motivation, die Hinrichtung geschehen zu lassen, war Gegenstand mancher Spekulationen. Er selbst begründete sein Handeln damit, es sei notwendig gewesen, der Canadian Party aufzuzeigen, dass die Métis ernst genommen werden müssten. Die Nachricht von Scotts Hinrichtung führte in Ontario nicht zuletzt aufgrund von Schultz’ Agitation zu einem Aufruhr in der Bevölkerung.

### Gründung von Manitoba und Wolseley-Expedition
Die Delegierten, welche die provisorische Regierung vertraten, verließen im März die Red-River-Kolonie in Richtung Ottawa. Obwohl sie anfänglich mit juristischen Problemen konfrontiert wurden, die sich aus Scotts Hinrichtung ergeben hatten, war es ihnen, nachdem sie zweimal verhaftet worden waren, bald möglich, direkte Verhandlungen mit Premierminister John Macdonald und Verteidigungsminister George-Étienne Cartier zu führen. Diese Verhandlungen begannen am 26. April und wurden hauptsächlich von Pater Joseph-Noël Ritchot geführt. Rasch konnte eine Vereinbarung getroffen werden, welche die Forderungen auf der Liste der Rechte einschloss. Diese Vereinbarung bildete die Grundlage für den Manitoba Act, der am 15. Mai 1870 zur formellen Aufnahme der neuen Provinz Manitoba in die Kanadische Konföderation führte. Allerdings gelang es der Delegation nicht, für die provisorische Regierung eine allgemeine Amnestie auszuhandeln, obwohl, wie Ritchot notierte, der Vertreter der Königin Sir John Young und Cartier die Zusage gegeben hatten, die Königin plane, eine baldige Amnestie zu erlassen.
Um die kanadische Autorität in der neuen Provinz geltend zu machen und um mögliche amerikanische Expansionisten abzuschrecken, entsandte die Regierung ein aus britischen Soldaten und Milizionären aus Ontario bestehendes Expeditionskorps unter dem Kommando von Oberst Garnet Wolseley, das am 20. August am Red River eintraf (siehe Red-River-Expedition). Dies bedeutete das Ende der Rebellion. Die Regierung bezeichnete die Expedition als „Botengang des Friedens“ (errand of peace), doch radikalisierte Milizionäre in den Reihen der Expedition hatten vor, Riel zu lynchen. Riel erfuhr am 24. August davon und suchte zunächst bei Bischof Taché in Saint-Boniface Zuflucht. Danach begab er sich zur St.-Joseph-Missionsstation südlich der Grenze im Dakota-Territorium, wo mittlerweile sein ehemaliger Lateinlehrer, Pater Lefloch, lebte.

## Zwischenjahre

### Amnestiefrage
Adams George Archibald, der neue Vizegouverneur, traf am 2. September 1870 ein und begann mit dem Aufbau einer zivilen Verwaltung. Seine Aufgabe wurde durch die freiwilligen Milizen aus Ontario erschwert, die Métis und andere politische Gegner mit Gewalt einschüchterten und dabei in zwei Fällen auch nicht vor Mord zurückschreckten. Die Ergebnisse der ersten Wahl zur Legislativversammlung von Manitoba waren für Riel aber ermutigend, da zahlreiche seiner Anhänger gewählt wurden und in der Regierung saßen. Im Februar 1871 führten Stress und finanzielle Probleme zu einer ernsthaften Krankheit, möglicherweise ein Vorzeichen seiner künftigen geistigen Beschwerden. Erst im Mai kehrte er zu seiner Familie nach St. Vital (heute ein Stadtteil von Winnipeg) zurück.

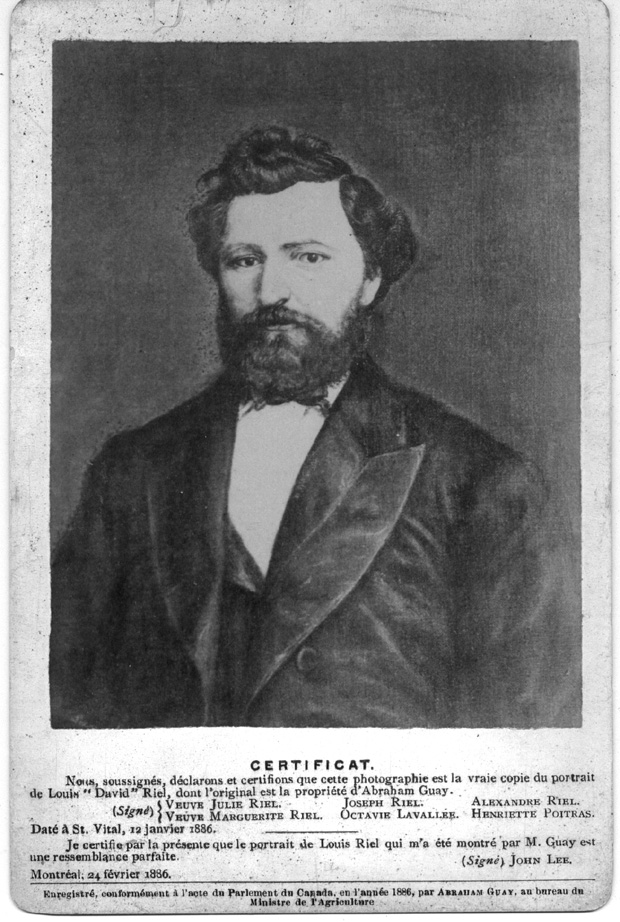
Louis Riel um 1875

Manitoba war nun mit einer neuen Bedrohung konfrontiert: Ein Überfall der Fenian Brotherhood von Minnesota aus, der von Riels früherem Weggefährten William Bernard O’Donoghue, dem Schatzmeister der provisorischen Regierung, angeführt wurde. Die Bedrohung erwies sich letztlich als übertrieben, doch Vizegouverneur Archibald rief am 4. Oktober zu den Waffen. Mehrere Kompanien bewaffneter Reiter wurden rekrutiert, wobei Riel eine davon selbst anführte. Als Archibald in Saint-Boniface die Truppen inspizierte, schüttelte er Riel öffentlich die Hand und signalisierte damit, dass eine Annäherung stattgefunden hatte. Als die Nachricht von diesem Ereignis Ontario erreichte, schürten Charles Mair und Mitglieder von Canada First den Hass der dortigen Bevölkerung auf Riel und Archibald. Ein Jahr vor der Unterhauswahl 1872 konnte sich Premierminister Macdonald eine weitere Verschlechterung der angespannten Beziehungen zwischen Ontario und der französischsprachigen Provinz Québec kaum erlauben. Über Bischof Taché bot er Riel 1000 Dollar an, wenn dieser freiwillig ins Exil gehe und dadurch zur Beruhigung der Lage beitrage. Auf Betreiben Tachés steuerte Donald Smith weitere 600 Pfund Sterling zur Unterstützung der Familie bei. Riel nahm das Angebot an und traf am 2. März 1872 in Saint Paul in Minnesota ein.
Bereits Ende Juni kehrte Riel wieder nach Manitoba zurück und ließ sich dazu überreden, im Wahlkreis Provencher als Abgeordneter des kanadischen Unterhauses zu kandidieren. Dazu trug bei, dass ihm im Mai ein Schreiben seines verstorbenen Vaters durch eine Ordensschwester zugetragen wurde, in dem er seinen Sohn segnete. Riel deutete das Schreiben als Ermutigung, seine politische Tätigkeit wieder aufzunehmen. George-Étienne Cartier, der eine Amnestie Riels befürwortete, verlor Anfang September in seinem Wahlkreis in Montreal. Riel verzichtete daraufhin auf seine Kandidatur, um Cartier doch noch zur Wahl zu verhelfen (die Wahl fand an mehreren Terminen in einem Zeitraum von knapp drei Monaten statt). Cartier wurde per Akklamation gewählt, doch Riels Hoffnung auf eine rasche Lösung in der Amnestiefrage zerschlug sich nach Cartiers Tod am 20. Mai 1873. Zu der daraufhin angesetzten Nachwahl im Oktober 1873 trat Riel ohne Gegenkandidaten als Unabhängiger an und wurde gewählt, obschon er erneut hatte fliehen müssen. Im September waren gegen Riel und Ambroise-Dydime Lépine wegen der Anordnung von Scotts Hinrichtung Haftbefehle erlassen worden. Lépine wurde gefangen genommen und vor Gericht gestellt.
Riel genoss in Québec weit reichende politische Unterstützung und begab sich nach Montreal zum Unterhausabgeordneten Honoré Mercier. Er hatte vor, mit ihm nach Ottawa zu reisen und sein Parlamentsmandat anzutreten. Kurz vor der Ankunft entschied sich Riel anders, da er seine Verhaftung oder gar seine Ermordung fürchtete – Edward Blake, der Premierminister Ontarios, hatte ein Kopfgeld von 5000 Dollar auf ihn ausgesetzt. Riel war der einzige Parlamentsabgeordnete, der an der Debatte zum Pacific-Skandal, die im November 1873 zum Rücktritt von Macdonalds konservativer Regierung führte, nicht teilnahm. Alexander Mackenzie, der Vorsitzende der Liberalen Partei, übernahm das Amt des kanadischen Premierministers. Bei der vorgezogenen Neuwahl im Januar 1874 trat Riel erneut im Wahlkreis Provencher an und verteidigte seinen Sitz erfolgreich gegen den liberalen Herausforderer. Er musste sich in ein Register eintragen lassen, um seine Wahl zu bestätigen und tat dies Ende Januar im Geheimen. Nach einem Antrag von Mackenzie Bowell und John Christian Schultz, der im Wahlkreis Lisgar gewählt worden war, wurde Riels Wahl annulliert. Davon unbeeindruckt, trat Riel im September 1874 bei der notwendig gewordenen Nachwahl an und wurde erneut gewählt. Wiederum folgte sein Ausschluss aus dem Parlament, woraufhin die öffentliche Meinung in Québec stark zu seinen Gunsten neigte, da er nun als unterdrückter Verteidiger der Rechte von Frankophonen und Katholiken in Manitoba und den Nordwest-Territorien galt.

### Exil, Prophetenglaube und Einweisung
Riels Entscheidung, sich politisch zu betätigen, wurde durch mehrere Ereignisse erschüttert, die in seinem religiös geprägten Weltbild von größter Bedeutung waren. So gesundete er nach einem Besuch bei Bischof Ignace Bourget in Montreal, nachdem dieser ihn gesegnet hatte. Riel fasste dies als ein Wunder auf.
Mittlerweile lebte Riel bei Priestern des Oblatenordens in Plattsburgh im äußersten Nordosten des US-Bundesstaates New York. Er lernte Pater Fabien Martin dit Barnabé im benachbarten Dorf Keeseville kennen und erfuhr, dass Lépine am 4. November 1874 des Mordes an Scott für schuldig befunden und zum Tode verurteilt worden war. Das Urteil löste in der Québecer Presse heftige Proteste aus, das Parlament von Québec forderte einstimmig Lépines und Riels Amnestierung. Alexander Mackenzie sah sich mit einer schweren politischen Krise konfrontiert, da die Forderungen der bevölkerungsreichsten Provinzen Ontario und Québec völlig gegensätzlich waren. Im Januar 1875 zeichnete sich jedoch eine Lösung ab, als Generalgouverneur Lord Dufferin aus eigener Initiative Lépines Urteil auf zwei Jahre Haft reduzierte. Mackenzie konnte daraufhin im Parlament Riels Amnestie erwirken, unter der Bedingung, dass er während fünf Jahren verbannt blieb.
Während seines Exils beschäftigte sich Riel hauptsächlich mit Religion statt mit Politik. Er hatte mehrmals Visionen und war zunehmend davon überzeugt, ein von Gott auserwählter Führer der Métis zu sein. Verstärkt wurde diese Überzeugung durch einen Brief von Ignace Bourget vom 14. Juli 1875. Darin schrieb er, Riel werde bald für seine geistigen Opfer belohnt werden und habe von Gott eine Mission erhalten, die er erfüllen müsse. Riel reiste verbotswidrig im September nach Montreal. Im Oktober 1875 traf er sich in Indianapolis mehrmals mit dem amerikanischen Senator Oliver Morton und stellte ihm einen Plan vor, der die Invasion Manitobas durch die Vereinigten Staaten zum Ziel hatte. Morton wollte jedoch keine Zusicherung geben. Am 4. November starb sein Bruder Charles. Riel besuchte im Dezember Washington, D.C. und unternahm dort einen erneuten Versuch, Unterstützung für eine Invasion zu finden. Auch diesmal war er erfolglos, doch am 8. Dezember hatte er eine erste Vision, die er später als den Ausgangspunkt seiner Mission betrachtete.
In diesen Monaten zeigte Riel, folgt man den zeitgenössischen Deutungen, Zeichen des Größenwahns. Bisweilen wird auch die Meinung vertreten, dass er einen Nervenzusammenbruch hatte und später der Überzeugung war, er täusche wie einst König David den Wahnsinn nur vor.
Sein Zustand verschlechterte sich, er hielt sich bei verschiedenen Geistlichen auf, und nach einem besonders heftigen Ausbruch wurde er nach Montreal zu seinem Onkel John Lee gebracht, wo er einige Monate blieb. Doch nachdem Riel einen Gottesdienst gestört hatte, ließ Lee ihn am 6. März 1876 unter dem falschen Namen „Louis R. David“ in die Irrenanstalt Longue-Pointe einweisen. Die Ärzte fürchteten seine Entdeckung durch politische Feinde und überführten ihn als „Louis Larochelle“ in die Anstalt Beauport nahe der Stadt Québec. Dabei wurde er von den einflussreichen Politikern Joseph-Adolphe Chapleau und Joseph-Alfred Mousseau begleitet, die seine neuen Identitäten erst möglich gemacht hatten. Riel zeigte laut den Ärzten sporadisch irrationale und gewalttätige Schübe. Er verfasste religiöse Texte und theologische Abhandlungen, die eine Mischung christlicher und jüdischer Elemente enthielten. In der Folge nannte er sich selbst „David Riel, Prophet der Neuen Welt“ und betete während Stunden stehend, wobei Gehilfen seine Arme in Form eines Kreuzes hochhielten. Am 23. Januar 1878 wurde er aus der Anstalt entlassen, mit der Ermahnung, künftig ein unauffälliges Leben zu führen. Er kehrte für einige Zeit nach Keeseville zurück, wo er eine leidenschaftliche Romanze mit Evelina Martin dit Barnabé, der Schwester seines Freundes Fabien, begann. Riel hatte nicht genügend finanzielle Mittel, um ihr einen Heiratsantrag zu stellen. Er zog nach Westen und hoffte, dass sie ihm folgen werde. Doch sie entschied, dass das Leben in der Prärie nichts für sie sei, und die Korrespondenz endete bald.

### Aufenthalt im Montana-Territorium

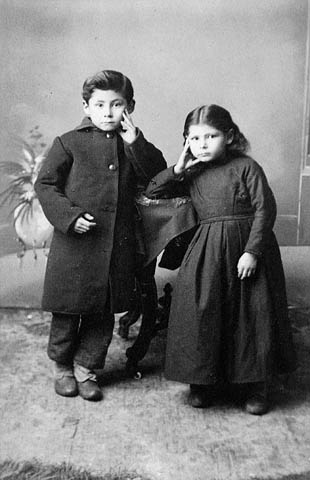
Riels Kinder Jean-Louis und Marie-Angélique

Im Herbst 1878 begab sich Riel wieder nach Saint Paul und besuchte kurz Freunde und Verwandte. Die Lebensgrundlagen für die Métis am Red River änderten sich damals rapide. Die Bisons, von denen sie abhängig waren, wurden durch die intensive Bejagung immer seltener, die Zahl der Siedler stieg immer stärker an und skrupellose Spekulanten kauften weite Landstriche auf. Wie andere Métis, die Manitoba verlassen hatten, zog Riel weiter nach Westen, um eine neue Existenz aufzubauen. In der Gegend um Fort Benton im Montana-Territorium war er als Händler und Übersetzer tätig. Dort wurde er auf den überhandnehmenden Alkoholismus und seinen schädlichen Einfluss auf Métis und Indianer aufmerksam. Erfolglos versuchte er, den Handel mit Whisky einzuschränken. Im Januar 1879 schrieb er auf der Farm von Norman Gingras bei St. Joseph ein langes, bitteres Gedicht gegen Premierminister John Macdonald. Im August 1879 traf er sich möglicherweise mit den Sioux, die über die Grenze nach Kanada geflohen waren. Von Januar bis Mai 1880 versuchte er Métis und indianische Gruppen am Milk River zu einer Invasion zu bewegen, doch auch dieser Plan zerschlug sich. Am 6. August 1880 forderten Métis am Musselshell River die Einrichtung eines Reservats. Riel persönlich übergab diese Forderung zwei Wochen später Colonel Nelson A. Miles in Fort Keogh. Bis 1883 lebte er mit den Métis Montanas zusammen. Am 9. März 1882 heiratete er Marguerite Monet dit Bellehumeur (1861–1886), eine junge Métis. Das Paar hatte drei Kinder: Jean-Louis (1882–1908), Marie-Angélique (1883–1897) und ein Junge, der im Oktober 1885 nach nur einem Tag starb.
Riel mischte sich bald in die Politik Montanas ein und betrieb 1882 aktiv Wahlkampf für die Republikanische Partei. Er klagte einen Demokraten wegen Wahlfälschung an, wurde dann aber selbst beschuldigt, in betrügerischer Absicht britische Untertanen zur Stimmabgabe bewogen zu haben. Als Reaktion darauf stellte Riel einen Antrag auf die US-amerikanische Staatsbürgerschaft und wurde am 16. März 1883 eingebürgert. Mitte Mai wurde er unter dem Vorwurf des Wahlbetrugs kurzzeitig verhaftet und nach Fort Benton gebracht. Am 27. und 28. September sprach er dort in seinem Verfahren vor, ein Rechtsstreit, der sich ohne Ergebnis bis zum 16. April 1884 hinzog. 1884 nahm er ein Angebot der Jesuiten an und erteilte Unterricht in der Mission St. Peter am Sun River, einem Quellfluss des Missouri. Darüber hinaus ging er gegen Alkoholhändler wie Simon Pepin vor. Als seine Schwester Henriette am 10. Juli 1883 heiratete, reiste er nach Winnipeg.

## Nordwest-Rebellion

### Missstände im Saskatchewan-Territorium
In den Jahren nach der Red-River-Rebellion waren die Métis westwärts gezogen und ließen sich hauptsächlich im Tal des South Saskatchewan River um die Missionsstation St. Laurent nieder. Bei den einheimischen First Nations der Cree und Blackfoot führte der rasche Zusammenbruch der Bisonbestände zu Hungersnöten. Diese verschlimmerten sich durch die Reduzierung der staatlichen Nahrungsmittellieferungen im Jahr 1883 und das allgemein fehlende Interesse der Bundesregierung, ihre in den Numbered Treaties festgelegten Vereinbarungen zu erfüllen. Auch die Métis waren gezwungen, die Jagd aufzugeben und sich der Landwirtschaft zuzuwenden. Doch dieser Übergang zog dieselben komplexen Probleme mit sich, mit denen sie bereits in Manitoba konfrontiert gewesen waren. Dazu kam, dass sich auch die zahlreichen Neusiedler aus Europa und den östlichen Provinzen über die mangelhafte staatliche Verwaltung beschwerten.
Praktisch alle Bevölkerungsgruppen hatten Missstände zu beklagen. Ab 1884 trafen sich englischsprachige Siedler, Anglo-Métis und Métis zu Versammlungen und versuchten, mit Petitionen die größtenteils unempfängliche Regierung zum Handeln zu bewegen. Eine Versammlung von 30 Vertretern der Métis am 24. März in Batoche entschied, Riel zur Rückkehr zu bewegen, da sie nur ihm zutrauten, die verschiedenen Bevölkerungsgruppen zu einem gemeinsamen Vorgehen zu einen. Am 6. Mai nahmen Métis und Siedler aus Prince Albert an einer weiteren Versammlung teil. Zu letzteren gehörte der ursprünglich aus Ontario stammende Honoré Jackson, der mit den Métis sympathisierte. Die Versammlung beschloss die Entsendung einer Delegation nach Montana, um Riel um Unterstützung zu bitten.

### Riels Rückkehr, Entfremdung von der katholischen Kirche
Delegationsleiter war Gabriel Dumont, ein angesehener Bisonjäger und Anführer der Métis von St. Laurent, der Riel in Manitoba kennengelernt hatte. Die Anglo-Métis hatten nur einen Vertreter entsandt. Riel ließ sich rasch davon überzeugen, ihr Anliegen zu unterstützen – was angesichts seiner Überzeugung, ein von Gott auserwählter Führer der Métis und Prophet einer neuen Form des Christentums zu sein, kaum überraschend war. Er beabsichtigte auch, die neue einflussreiche Position zur Durchsetzung seiner eigenen Grundstücksansprüche in Manitoba zu nutzen. Die Gruppe brach am 4. Juni auf und erreichte Batoche am 5. Juli. Nach einer Reihe von Ansprachen, in denen er für Mäßigung und eine vernünftige Herangehensweise plädierte, hatten Métis und englischsprachige Siedler zunächst einen guten Eindruck von Riel. Im Juni 1884 trafen sich auch die Cree-Stammesführer Big Bear und Poundmaker zu Verhandlungen mit Riel. Die Probleme der Indianer unterschieden sich jedoch erheblich von jenen der Siedler und es kam zu keiner Übereinkunft.
Inspiriert durch Riel, gingen Honoré Jackson und Repräsentanten anderer Gemeinschaften daran, eine Petition auszuarbeiten. Am 28. Juli veröffentlichte Jackson ein Manifest, das die Missstände und die Forderungen der Siedler detailliert festhielt. Ein gemeinsames Komitee von Métis und Siedlern mit Jackson als Sekretär arbeitete daran, die Forderungen der verschiedenen Gruppen miteinander in Einklang zu bringen. In der Zwischenzeit begann die Unterstützung für Riel zu schwinden. Als seine religiösen Äußerungen sich immer mehr vom Katholizismus entfernten, distanzierte sich der Klerus zunehmend von ihm. Pater Alexis André ermahnte ihn, nicht weiter Religion und Politik zu vermischen. Riel seinerseits äußerte am 5. September gegenüber Bischof Vital Grandin seine Enttäuschung über die mangelhafte Unterstützung durch die Kirche. Umso mehr legte er Wert auf die Feier zu Ehren des Métis-Heiligen St. Joseph am 24. September.
Als Folge von Bestechungen durch Vizegouverneur und Indianerkommissar Edgar Dewdney fiel die Berichterstattung über Riel in den englischsprachigen Lokalzeitungen kritisch aus. Die Petition, deren Hauptforderungen die Garantie von Landrechten und die Umwandlung der Nordwest-Territorien in eine Provinz waren, wurde am 16. Dezember an die Bundesregierung gesandt. Staatssekretär Joseph-Adolphe Chapleau bestätigte den Empfang und Premierminister Macdonald leitete sie an Innenminister David Lewis Macpherson weiter.

### Bruch mit der Kirche
Während Riel auf Nachricht aus Ottawa wartete, zog er die Rückkehr nach Montana in Erwägung, entschied sich aber im Februar 1885, zu bleiben. Als die Angelegenheit im Sande zu verlaufen schien, fing Riel zwanghaft zu beten an und erlitt einen heftigen Rückfall zu seinen religiösen Wahnvorstellungen. Sein Verhältnis zur katholischen Hierarchie verschlechterte sich, als er öffentlich eine zunehmend häretische Haltung einnahm. Am 11. Februar 1885 traf die Antwort der Regierung ein. Sie schlug vor, in den Nordwest-Territorien eine Volkszählung durchzuführen und eine Kommission zur Untersuchung der Missstände zu bilden. Diese Antwort verärgerte die Métis, die sie als Verzögerungstaktik der Regierung interpretierte. Eine Minderheit trat dafür ein, sofort zu den Waffen zu rufen. Die Kirche, die Mehrheit der englischsprachigen Siedler und auch die Mehrheit der Métis, die sich hinter Riels Cousin Charles Nolin stellte, lehnten ein gewaltsames Vorgehen ab. Doch Riel, beeinflusst durch seinen messianischen Wahn, war zunehmend von dieser Vorgehensweise überzeugt. Am 15. März unterbrach er in der Kirche von St. Laurent die Predigt, um für seine Position zu werben, woraufhin der Pfarrer ihm die Sakramente verweigerte. Riel predigte unter seinen Anhängern seine eigene Theologie, sprach mit ihnen über seine „göttlichen Offenbarungen“ und erklärte Bischof Ignace Bourget zum neuen Papst. Der Bruch mit der katholischen Kirche war nun offensichtlich; dennoch hielten zahlreiche Métis zum charismatischen Riel, da er rhetorisch sehr begabt war.

### Revolte, Religionsgründung
Am 18. März 1885 wurde bekannt, dass die Garnison der North-West Mounted Police in Battleford Verstärkung erhielt. Obschon aufgrund der Warnungen von Pater Alexis André und Superintendent Leif Newry Fitzroy Crozier nur 100 Mann entsandt worden waren, verbreitete sich bald das Gerücht, dass sich eine 500-köpfige schwer bewaffnete Truppe der Gegend nähere. Die Geduld von Riels Anhängern war erschöpft; sie bewaffneten sich, nahmen Geiseln und zerschnitten die Telegrafenleitungen zwischen Batoche und Battleford. Am 19. März konstituierte sich in Batoche die „Provisorische Regierung von Saskatchewan“ mit Riel als politischen und spirituellen Führer, während Gabriel Dumont die Verantwortung für die militärischen Angelegenheiten übernahm. Riel bildete im selben Monat einen religiös motivierten Rat von etwa 20 Männern, den er „Exovedat“ nannte, ein Neologismus aus ex (heraus) und ovis (Schaf) mit der Bedeutung „jene, welche die Herde (gemeint ist die katholische Gemeinde) verlassen haben“. Die in Batoche gefangenen Priester exkommunizierten ihn am 30. April. Bereits im März ersuchte Riel um die Unterstützung durch Poundmaker und Big Bear. Am 21. März forderten Riels Abgesandte Crozier auf, Fort Carlton aufzugeben, doch dieser lehnte ab. Die Situation wurde zunehmend kritisch und am 23. März schickte Edgar Dewdney ein Telegramm an Macdonald, in dem er anmerkte, dass ein militärisches Vorgehen notwendig sein könnte. Als eine Gruppe um Gabriel Dumont am 26. März die Gegend um Duck Lake auskundschaftete, stießen sie unverhofft auf eine Patrouille aus Fort Carlton. In der darauf folgenden Schlacht von Duck Lake wurden die berittenen Polizisten zurückgetrieben. Sobald die Indianer davon erfuhren, griffen sie ebenfalls zu den Waffen. Die Nordwest-Rebellion hatte endgültig begonnen.

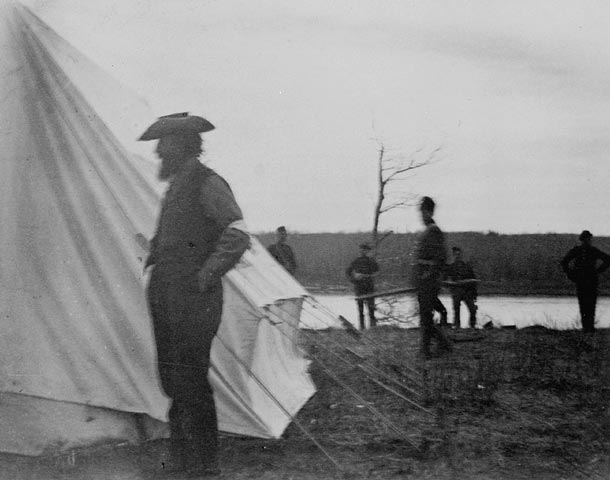
Riels Gefangenschaft in Middletons Lager bei Batoche

Riel war davon ausgegangen, dass die kanadische Bundesregierung nicht in der Lage sein werde, effektiv auf einen weiteren Aufstand in den weit entfernten Nordwest-Territorien zu reagieren und er sie dadurch zu politischen Verhandlungen zwingen könne. Es war dieselbe Strategie, die 1870 während der Red-River-Rebellion funktioniert hatte. Damals waren die Truppen erst drei Monate nach der Machtübernahme der Provisorischen Regierung in Manitoba angekommen. Diesmal jedoch hatte Riel die Bedeutung der sich im Bau befindlichen Canadian Pacific Railway unterschätzt. Obwohl die Eisenbahnlinie noch große Lücken aufwies, trafen die ersten Truppen- und Milizeinheiten unter dem Kommando von Generalmajor Frederick Dobson Middleton bereits zwei Wochen später in Duck Lake ein.
Dumont war sich bewusst, dass er die kanadischen Truppen nicht in offener Schlacht bezwingen konnte und hoffte, sie durch eine langwierige Guerillakampagne zu Verhandlungen zu zwingen. Er konnte am 24. April mit dieser Taktik einen bescheidenen Erfolg in der Schlacht am Fish Creek erzielen. Riel bestand jedoch darauf, die Kräfte in Batoche zu bündeln, um seine „Stadt Gottes“ zu verteidigen. Die Schlacht von Batoche vom 9. bis 12. Mai endete mit der Niederlage der Aufständischen. Während Dumont in die Vereinigten Staaten flüchtete, ergab sich Riel am 15. Mai den Regierungstruppen. Zwar hielten Big Bears Truppen bis zur Schlacht am Loon Lake am 3. Juni durch, doch ergaben sie sich schließlich im Laufe eines Monats.

## Hochverratsprozess

### Gefangenschaft

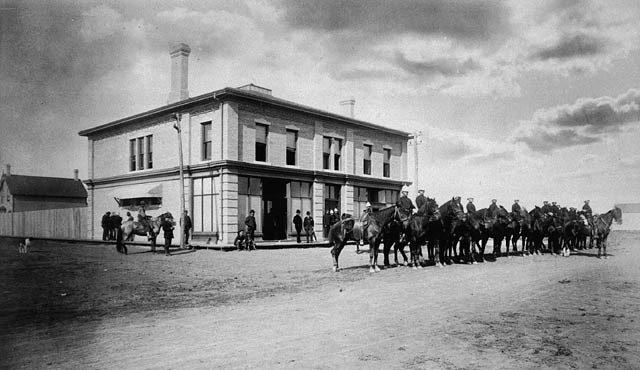
Gerichtsgebäude in Regina

Nach seiner Verhaftung wurde Riel zunächst in einem Militärlager bei Batoche festgehalten. Am 16. Mai 1885 ordnete Verteidigungsminister Adolphe-Philippe Caron seine Überstellung nach Winnipeg an, wo über ihn geurteilt werden sollte. Der Gefangenentransport begab sich per Eisenbahn dorthin, erhielt aber unterwegs in Moose Jaw direkt von Premierminister Macdonald die Anweisung, Riel nach Regina zu bringen. Wäre Riel in der Provinz Manitoba vor Gericht gestellt worden, hätte eine zwölfköpfige Jury über ihn geurteilt, der mehrere französischsprachige Geschworene angehört hätten. Das in den Nordwest-Territorien geltende Bundesrecht verlangte hingegen nur sechs Geschworene und enthielt keine Vorschriften bezüglich ihrer Zweisprachigkeit. Darüber hinaus hätte in Manitoba ein unabhängiger Laienrichter den Prozess geführt, während in den Nordwest-Territorien ein von der Bundesregierung eingesetzter und entlohnter Magistrat dafür verantwortlich war. Der Gefangenentransport kam am 23. Mai in Regina an; Riel wurde in der Kaserne der North-West Mounted Police in einer kaum drei Quadratmeter großen Zelle, an eine Eisenkugel gekettet, gefangen gehalten. Er schrieb am 24. Juni an Edgar Dewdney und Richard Burton Deane, den Kommandanten des Gefängnisses, und forderte eine Verhandlung vor dem Obersten Gerichtshof.
Die Staatsanwälte nahmen ihre Arbeit am 1. Juli auf und sechs Tage später teilten sie Riel mit, dass er wegen Hochverrats angeklagt werde. Am 14. Juli traf Riel erstmals drei seiner Anwälte: Es waren dies François-Xavier Lemieux und Charles Fitzpatrick, zwei Juristen aus Québec, die der Association Nationale pour la Défense des Prisonniers Métis („Nationale Gesellschaft für die Verteidigung von Métis-Gefangenen“) angehörten, sowie Thomas Cooke Johnstone aus Ontario, der sich vor kurzem in Regina niedergelassen hatte.

### Der Prozess

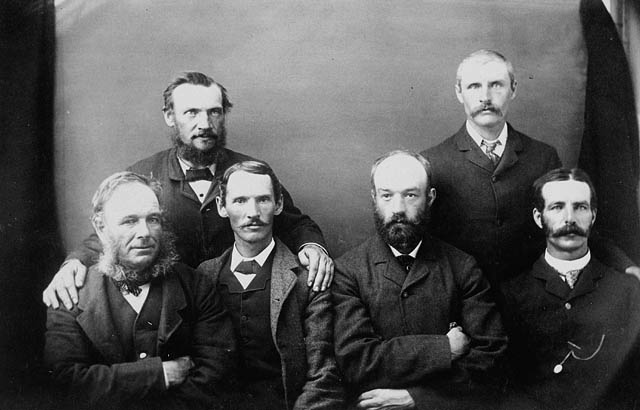
Die sechs Geschworenen

Der Prozess war derart einseitig gegen Riel ausgerichtet, dass dieser praktisch nur verlieren konnte. Von den 36 Personen, die sich als Geschworene zur Verfügung stellen mussten, sprach nur einer Französisch – und konnte nicht dem Prozess beiwohnen. Darüber hinaus wies die Anklage den einzigen Katholiken – einen Iren – zurück, weil er nicht britischer Abstammung war. So kam es, dass der Jury ausschließlich englische und schottische Protestanten angehörten, die alle aus der unmittelbaren Gegend um Regina kamen. Auf der Seite der Anklage standen einige der herausragendsten Juristen des Landes. Unter ihnen war ein Frankophoner, der spätere Postminister Thomas Chase-Casgrain, der später deswegen in seiner Heimatprovinz angefeindet wurde.
Magistrat Hugh Richardson verlas am 20. Juli die Anklageschrift und eröffnete damit den Prozess. Riel wurde in sechs Punkten angeklagt. Man warf ihm vor, die Gefechte von Duck Lake, Fish Creek und Batoche angezettelt und damit Verrat gegen die britische Königin Victoria begangen zu haben. Diese drei Verbrechen wurden doppelt mit fast identischem Wortlaut aufgeführt, da Riel sowohl britischer Untertan als auch Bürger der Vereinigten Staaten war. Er plädierte in allen Punkten auf „nicht schuldig“. Seine Anwälte verlangten einen Aufschub, da sie nicht genügend Zeit für ihre Vorbereitung gehabt hätten und noch nicht alle Zeugen eingetroffen seien. Richardson gewährte den Aufschub und vertagte die Verhandlung bis zum 28. Juli.

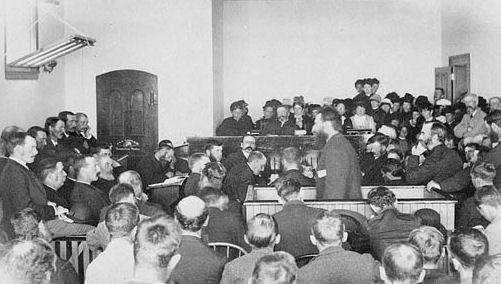
Louis Riel während des Prozesses

Die Anklage präsentierte neun Zeugen, darunter Charles Nolin, der während der Schlacht von Batoche geflohen, später in Gefangenschaft geraten war und nun als Gegenleistung für seine Freilassung gegen seinen Cousin Louis Riel als Kronzeuge aussagte. Im Kreuzverhör versuchte die Verteidigung vergeblich, die geistige Instabilität des Angeklagten zu beweisen und dadurch seine Freilassung wegen Schuldunfähigkeit zu erwirken. Die Verteidigung konnte nur am 30. Juli ihre eigenen Zeugen aufrufen. Sie sagten übereinstimmend aus, dass Riel geisteskrank sei. Die Anklage wiederum versuchte, die Zeugen der Verteidigung zu diskreditieren. Riel selbst wollte nicht als geisteskrank hingestellt werden und durchkreuzte die Strategie seiner Verteidiger. Er hielt ein längeres Schlussplädoyer, in dem er seine eigenen Taten rechtfertigte und für die Rechte der Métis eintrat.
Nach nur halbstündiger Beratung sprachen die Geschworenen Riel am 31. Juli schuldig, empfahlen aber seine Begnadigung. Magistrat Hugh Richardson ging nicht auf diese Empfehlung ein, verurteilte den Angeklagten zum Tode und bestimmte den 18. September 1885 als Tag der Hinrichtung. Riels Anwälte zogen das Urteil an das Appellationsgericht von Manitoba (das auch für die Nordwest-Territorien zuständig war). Schließlich lehnte am 22. Oktober die höchste richterliche Instanz im Britischen Empire, das Justizkomitee des Privy Council, die Behandlung des Falles ab.

### Hinrichtung
Nach Bekanntwerden des Urteils kam es in Québec und anderen französischsprachigen Regionen des Landes zu heftigen Protesten. Premierminister Macdonald gab dem Druck frankophoner Kabinettsmitglieder scheinbar nach und ordnete am 31. Oktober unter höchster Geheimhaltung eine ärztliche Neubeurteilung von Riels Geisteszustand an. Zwei Fachleute hielten ihn für geistig gesund, während ein dritter ihn als geisteskrank betrachtete. Die Regierung änderte die Aussage des letzteren nachträglich ab, um im folgenden Jahr dem Parlament bei der abschließenden Beratung des Falles eine einheitliche Meinung präsentieren zu können. Macdonald wird wie folgt zitiert:

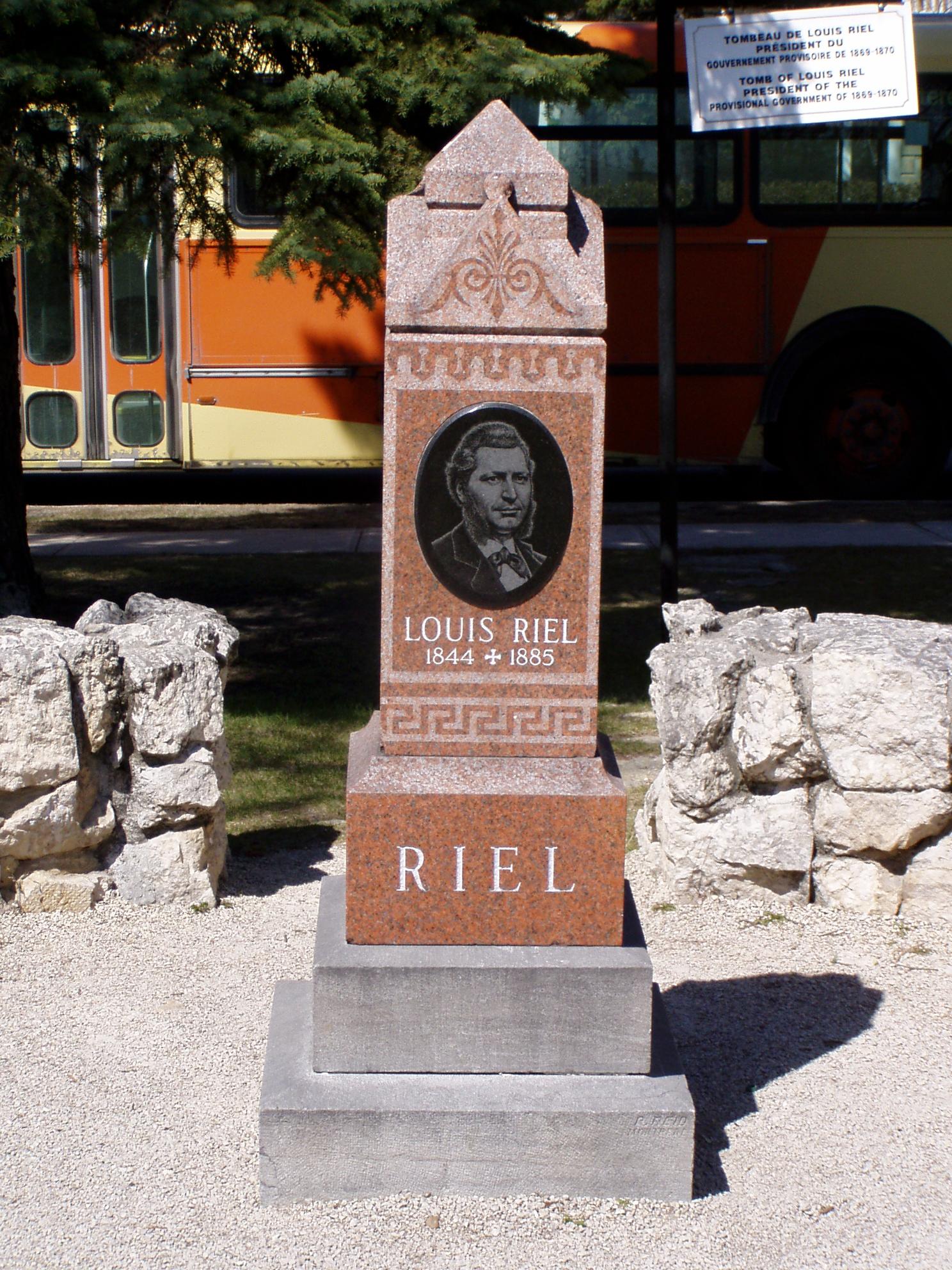
Riels Grab bei der Kathedrale Saint-Boniface

“He shall hang though every dog in Quebec bark in his favour”

„Er wird hängen, selbst wenn jeder Hund in Québec zu seinen Gunsten bellt.“

Kurz vor seiner Hinrichtung söhnte sich Riel mit der katholischen Kirche aus und bestimmte Pater Alexis André zu seinem spirituellen Berater. Am 16. November 1885 wurde er um acht Uhr morgens aus seiner Zelle zum Richtplatz im Hof der Polizeikaserne geführt. Er betete mit dem Priester, schwor seiner Häresie ab und erhielt die Absolution. Daraufhin vollzog der Henker nach einem letzten Vaterunser die Hinrichtung durch den Strang.
Der Leichnam wurde nach der Hinrichtung zum Haus von Riels Mutter in St. Vital überführt und dort aufgebahrt. Nach einem Requiem erfolgte am 12. Dezember im Friedhof der Kathedrale Saint-Boniface die Beisetzung.

## Nachwirkung

### Politische Folgen
Die Bundesregierung erkannte 1887 sämtliche Landansprüche der Métis in Saskatchewan an und führte in Übereinstimmung mit ihren Wünschen eine Neuvermessung ihrer Flussparzellen durch. Die Métis schätzten den langfristigen Wert ihres neuen Besitzes jedoch zum größten Teil falsch ein. Bald kauften Spekulanten das Land zu günstigen Konditionen auf und erwirtschafteten große Profite. Riels Befürchtungen bewahrheiteten sich: Nach der gescheiterten Rebellion wurden die französische Sprache und die römisch-katholische Konfession in Saskatchewan und Manitoba zunehmend marginalisiert. Dies kam insbesondere in der Manitoba-Schulfrage von 1890 zum Ausdruck, als die Provinzregierung die finanzielle Unterstützung katholischer Schulen einstellte und dem Französischen den Status als Amtssprache entzog. Die Métis waren zunehmend dazu gezwungen, auf ertragsarmem Land zu leben oder sich in der Nähe von Indianerreservaten niederzulassen (da sie im Gegensatz zu den First Nations keinen Vertragsstatus hatten).
Die Empörung über Riels Hinrichtung hatte in Québec eine dauerhafte fundamentale Veränderung der politischen Verhältnisse zur Folge. Honoré Mercier entfachte den frankokanadischen Nationalismus und gewann im Januar 1887 auf Kosten der Konservativen die Provinzwahl. Im selben Jahr übernahm Wilfrid Laurier den Vorsitz der Liberalen Partei, er wurde 1896 erster französischsprachiger Premierminister Kanadas. Auf Bundesebene wandten sich die Quebecer von Macdonalds Konservativer Partei ab, die in den folgenden Jahrzehnten ihren Ruf als parti des anglais („Partei der Engländer“) nicht abschütteln konnte und als praktisch unwählbar galt. Mit Ausnahme Ende der 1950er und Mitte der 1980er Jahre war sie nie mehr stärkste Kraft in Québec.
Unter den katholischen Frankokanadiern herrschte zunehmend die Meinung vor, außerhalb Québecs seien sie im kanadischen Staat lediglich eine rechtlose Minderheit, die von den protestantischen Briten unterdrückt werde. Weitere Konflikte wie die Manitoba-Schulfrage, die starke Einschränkung des französischsprachigen Schulunterrichts in Ontario (siehe Reglement 17) oder die Wehrpflichtkrise während des Ersten Weltkriegs verstärkten in den folgenden Jahrzehnten diesen Eindruck. Dass Riels Name auch in neuerer Zeit politischen Widerhall findet, zeigte sich im November 1994, als Suzanne Tremblay, eine Unterhausabgeordnete des separatistischen Bloc Québécois, eine Gesetzesvorlage einbrachte, welche die Aufhebung von Riels Verurteilung zum Ziel hatte. Die erfolglose Vorlage wurde von englischsprachigen Abgeordneten als Versuch gewertet, kurz vor dem Unabhängigkeitsreferendum 1995 in Québec die Aufmerksamkeit der Öffentlichkeit auf die Ziele der Separatisten zu lenken.
Bei den Métis führte die Niederlage Riels zur Flucht vieler seiner Verbündeten, wobei sich zahlreiche Familien in die Vereinigten Staaten flüchteten. Diese meist katholischen Flüchtlinge waren so zahlreich, dass die protestantischen Mètis südlich der Grenze bald in die Minderheit gerieten. Dies ging so weit, dass Métis generell als „kanadische“ Métis galten, und damit als Abkömmlinge von Franzosen und Cree, nicht von Franzosen und Ojibwa. 1896 wurden daher 600 aufgegriffene Menschen, die aus ihrem Reservat vertrieben worden waren, auf Befehl von John J. Pershing einfach auf Autos verladen und ins kanadische Lethbridge gebracht, obwohl sie nicht zur kanadischen Gruppe gehörten. Hingegen hatten die so genannten Riel-Métis keine Probleme, als „Indianer“ anerkannt zu werden, und ein Reservat zu erhalten. Die Nachkommen der Landlosen gehören inzwischen dem Little Shell Tribe an, der erst 1991 von Montana anerkannt wurde, von der Bundesregierung im Jahr 2019.

### Neubeurteilung von Riel
Die ursprünglich insbesondere bei Anglokanadiern weit verbreitete Ansicht, Louis Riel sei ein geisteskranker Verräter gewesen, fand in der zweiten Hälfte des 20. Jahrhunderts zunehmend weniger Zuspruch. Viele Kanadier betrachten ihn mittlerweile als heldenhaften Freiheitskämpfer, der gegen eine rassistische Regierung für die Rechte seines Volkes eintrat. Selbst jene, die nicht an seiner Geisteskrankheit zweifeln, halten ihn überwiegend für eine ehrenwerte Person. Dennoch stellt Riel eine rätselhafte Persönlichkeit dar und Historiker wie J. M. S. Careless lassen die Möglichkeit offen, dass er sowohl Mörder als auch Held war.
Es ist denkbar, dass Riels übereilte Entscheidung, Thomas Scott hinzurichten, der Geschichte der Métis eine entscheidende Wende gab. So ließ es die kanadische Regierung kurz nach der Red-River-Rebellion zu, dass Spekulanten weitgehend unbehelligt den Landbesitz der Métis an sich rissen. Wäre Scott nicht hingerichtet worden, hätte die Regierung angesichts der früheren guten Beziehungen zu den Métis die Landvermessungen wohl weitaus rigoroser überwacht. Mehrere Politikwissenschaftler, darunter Thomas Flanagan, weisen darauf hin, dass es einige Gemeinsamkeiten zwischen den Anhängern Riels während der Nordwest-Rebellion und millenaristischen Kulten gibt, die in derselben Epoche in Erscheinung traten. Andere Gruppierungen nutzten Riels Image als Revolutionär: In den 1960er Jahren trug eine der terroristischen Zellen der marxistisch-nationalistischen Front de libération du Québec den Namen „Louis Riel“.
Generalgouverneurin Adrienne Clarkson betonte in ihrer Antrittsrede am 16. November 1999, Louis Riels Handlungen seien die Grundlage für die Entwicklung der Rechte von Minderheiten und die Kooperation verschiedener Kulturen in Kanada gewesen.

### Gedenken

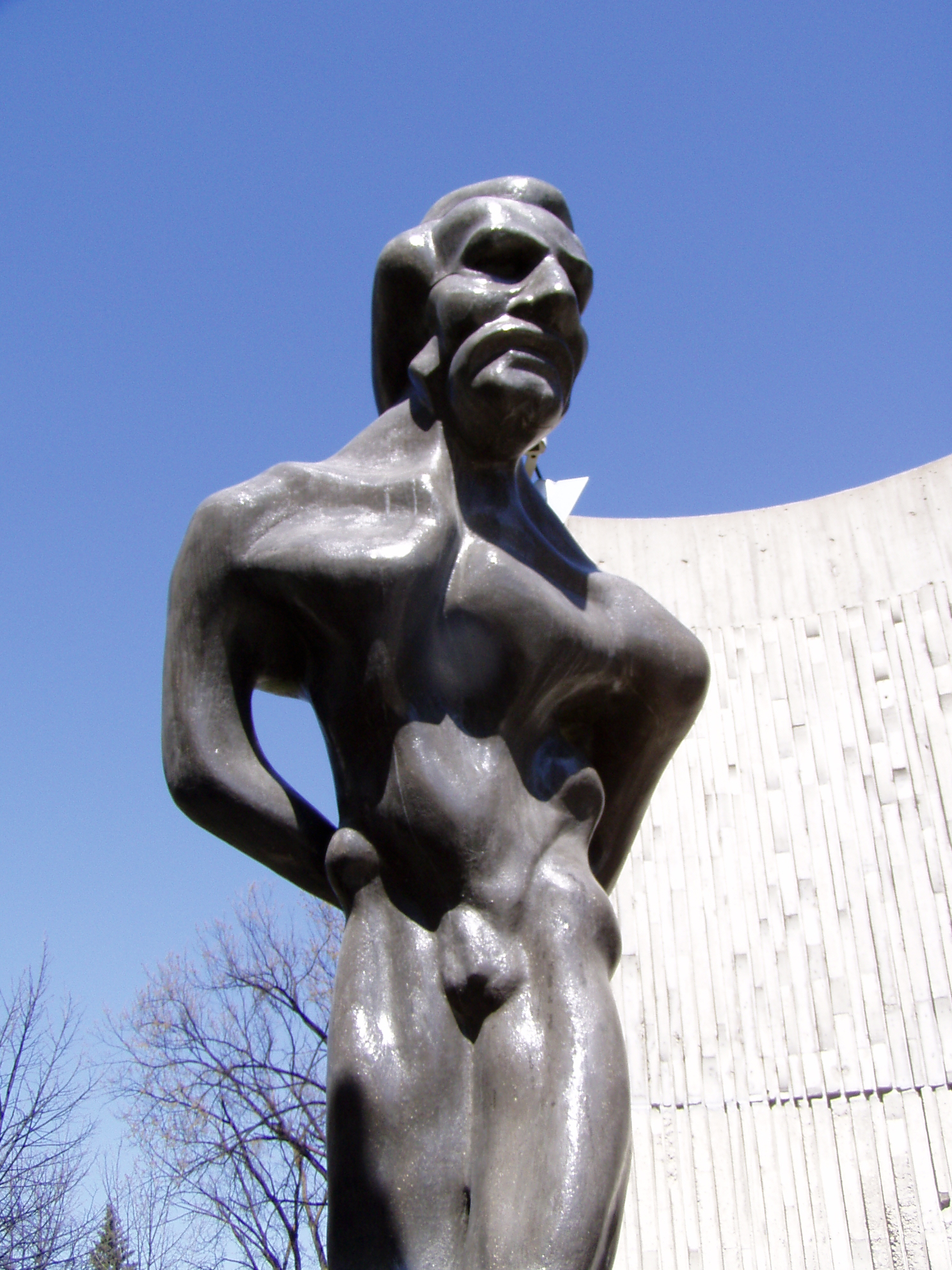
„Gefolterter“ Riel

Die kanadische Bundesregierung ehrte Riel am 29. Mai 1956 für sein Wirken als Anführer der Métis sowie als „Vater von Manitoba“ und erklärte ihn zu einer „Person von nationaler historischer Bedeutung“.
Zwei Statuen in der Stadt Winnipeg erinnern an Louis Riel. Die ältere, ein Werk des Architekten Étienne Gaboury (ein Nachkomme Riels) und des Bildhauers Marcien Lemay, zeigt ihn als verzerrte, nackte und gefolterte Figur. Sie wurde 1970 enthüllt und stand zunächst 23 Jahre lang auf dem Gelände der Legislativversammlung von Manitoba. Nach zahlreichen Protesten (insbesondere der Métis), wonach die Statue eine unwürdige Falschdarstellung sei, wurde sie entfernt und beim Collège universitaire de Saint-Boniface aufgestellt. Als Ersatz schuf Miguel Joyal eine neue Bronzestatue, die Riel als würdevollen Staatsmann darstellt. Die Enthüllung erfolgte am 16. Mai 1996.

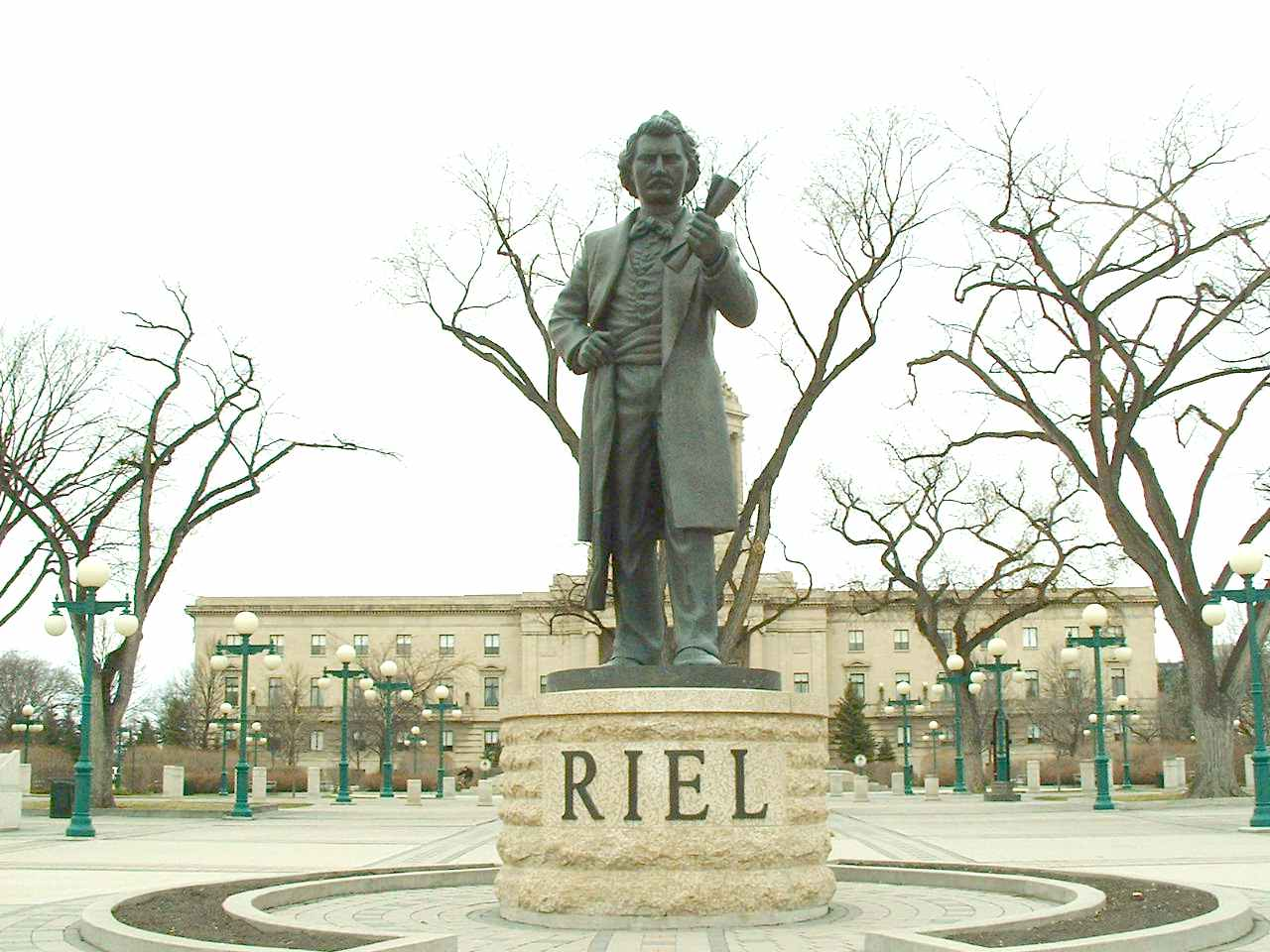
Neue Riel-Statue

In zahlreichen Orten in Manitoba, Saskatchewan und anderen Provinzen wurden Straßen, Schulen und andere Gebäude nach Louis Riel benannt, beispielsweise das Studentenzentrum der University of Saskatchewan in Saskatoon.
Unter Denkmalschutz steht das Louis-Riel-Haus in Winnipeg. Das Wohnhaus von Louis Riels Mutter entstand 1880/81; er selbst lebte nie dort, doch wurde dort sein Leichnam vor der Beisetzung aufgebahrt. Das Haus an der River Road 330 im Stadtteil St. Vital blieb bis 1968 in Familienbesitz. Es wurde im April 1968 von der Manitoba Historical Society erworben und ging 1970 an Parks Canada über. Seit 1980 ist es ein National Historic Site und für die Öffentlichkeit zugänglich.
Die wichtigste Nord-Süd-Straßenverbindung der Provinz Saskatchewan, der Highway 11 von Regina über Saskatoon nach Prince Albert, trägt seit 2001 den Namen Louis Riel Trail. Die Straße führt an verschiedenen Schauplätzen der Nordwest-Rebellion vorbei.
Am 26. September 2007 verabschiedete die Legislativversammlung von Manitoba ein Gesetz, das die Einführung eines gesetzlichen Feiertages auf Provinzebene vorsieht, den Louis Riel Day. Er fällt jeweils auf den dritten Montag im Februar und entspricht in mehreren anderen Provinzen dem Familientag. Erstmals wurde er am 18. Februar 2008 gefeiert. Riel wird inzwischen häufig als „Vater von Manitoba“ bezeichnet.

### Kunst und Populärkultur
1925 veröffentlichte der französische Schriftsteller Maurice Constantin-Weyer, der zehn Jahre in Manitoba gelebt hatte, eine fiktionalisierte Biografie Riels mit dem Titel La Bourrasque („Der Windstoß“). Eine englische Übersetzung (A Martyr’s Folly) erschien 1930, eine neue Version (The Half-Breed) im Jahr 1954. Riels Rolle in der Red-River-Rebellion wird unter anderem im CBC-Fernsehfilm Riel aus dem Jahr 1979 und in dem 2003 von dem Montrealer Verlag Drawn and Quarterly veröffentlichten und von Chester Brown gezeichneten Graphic Novel Louis Riel: A Comic-Strip Biography (auf Deutsch Louis Riel, 2021) thematisiert. Eine Folge der Fernsehserie Durch die Hölle nach Westen (How the West Was Won) aus dem Jahr 1979 hieß L’Affaire Riel und handelte von Louis Riels Aufenthalt in den USA.
Aus Anlass der Hundertjahrfeiern der Kanadischen Konföderation im Jahr 1967 gab die Floyd S. Chalmers Foundation die Oper Louis Riel in Auftrag. Das Werk in drei Akten wurde von Harry Somers geschrieben, mit einem englisch- und französischsprachigen Libretto von Mavor Moore und Jacques Languirand. Die Uraufführung durch die Canadian Opera Company fand am 23. September 1967 im O’Keefe Centre in Toronto statt. Der britische Sänger Billy Childish schrieb das Lied Louis Riel und veröffentlichte es 1992 mit seiner Garagenrock-Band Thee Headcoatees. Ein gleichnamiges Lied aus dem Jahr 1998 stammt vom Texaner Doug Sahm und ist auf dessen Album S.D.Q. ’98 zu finden.
Am 22. Oktober 2003 stellten die kanadischen Nachrichtensender CBC Newsworld und Réseau de l’information in Zusammenarbeit mit dem Dominion Institute die Gerichtsverhandlung von Louis Riel nach. Parallel dazu erschienen die Plädoyers von Anklage und Verteidigung sowie Riels Aussage in der Zeitung National Post. Die Zuschauer wurden anschließend gebeten, ihr Urteil über Internet abzugeben. Von den über 10.000 Teilnehmern votierten 87 % für einen Freispruch. Das Ergebnis dieser nicht-repräsentativen Umfrage führte zu Forderungen nach einer posthumen Begnadigung Riels. In der CBC-Fernsehsendung The Greatest Canadian vom 5. April 2004, in der nach dem bedeutendsten Kanadier gesucht wurde, wählten die Zuschauer Louis Riel auf Platz 11.